# Where Do You Go
Where Do You Go ist ein Lied des deutsch-US-amerikanischen Eurodance-Duos La Bouche aus dem Jahr 1995, das von Peter Bischof-Fallenstein, Frank Farian (als G. Mart) und James Walls geschrieben wurde. Größere Bekanntheit erlangte das Lied durch eine Coverversion der Popband No Mercy, die im Jahr 1996 als Single veröffentlicht wurde.

## Geschichte
Im Jahr 1995 nahmen La Bouche ihre Version des Liedes für ihr Album Sweet Dreams auf, das am 10. Juli 1995 erschien. Die Version von No Mercy wurde wie das Original von Frank Farian produziert und erschien erstmals am 13. Mai 1996 als Single. Am 21. Oktober 1996 erschien es als Teil des Debütalbums My Promise / No Mercy.
Der Frontmann der Gruppe, Marty Cintron, wurde von Farian in einem Club am Ocean Drive in Miami entdeckt und unter Vertrag genommen. Dieser schlug vor, ein gemeinsames Projekt zu starten. Cintron ging zu Farian ins Studio nach Deutschland. Farian dachte auch, dass es der beste Weg sei, eine Gruppe zu gründen. Also stellte Cintron die Zwillingsbrüder Ariel und Gabriel Hernandez vor, die zuvor mit Prince auf Tour gingen und in einigen seiner Musikvideos zu sehen sind. Ihre erste gemeinsame Aufnahme war Missing von Everything but the Girl, nachdem Farian den Remix von Todd Terry auf Ibiza gehört hatte.
Where Do You Go ist ein Dance-Pop-Titel mit einer 4/4 Rhythmusstruktur, dessen Geschwindigkeit auf 127 Schläge pro Minute läuft. Der Drumbeat ähnelt dem Todd Terry-Remix von Everything but the Girls Missing. Der Titel und der Refrain sind eine Hommage an den Peter-Sarstedt-Klassiker Where Do You Go To (My Lovely)? aus dem Jahr 1969.

## Musikvideo
Zur Singleversion von No Mercy wurde unter Regisseur Hannes Rossacher ein Musikvideo in Miami gedreht. Die Mitglieder des Trios sieht man in unterschiedlichen Szenen getrennt und zusammen. Sie spielen Gitarren, verbringen mit Frauen Zeit und fahren quer durch Miami und tanzen zum Lied eine Choreografie.

## Rezensionen
2017 erlangte die No-Mercy-Version in BuzzFeeds Liste The 101 Greatest Dance Songs of the ’90s Platz acht.

## Kommerzieller Erfolg

### Chartplatzierungen
Die Singleversion von No Mercy erreichte folgende Chartplatzierungen und Auszeichnungen:
| ChartsChartplatzierungen       | Höchstplatzierung | Wochen |
| ------------------------------ | ----------------- | ------ |
| Deutschland (GfK)              | 3 (33 Wo.)        | 33     |
| Österreich (Ö3)                | 5 (13 Wo.)        | 13     |
| Schweiz (IFPI)                 | 4 (25 Wo.)        | 25     |
| Vereinigte Staaten (Billboard) | 5 (39 Wo.)        | 39     |
| Vereinigtes Königreich (OCC)   | 2 (15 Wo.)        | 15     |

| ChartsJahrescharts (1996)      | Platzierung |
| ------------------------------ | ----------- |
| Deutschland (GfK)              | 9           |
| Österreich (Ö3)                | 29          |
| Schweiz (IFPI)                 | 17          |
| Vereinigte Staaten (Billboard) | 26          |

| ChartsJahrescharts (1997)      | Platzierung |
| ------------------------------ | ----------- |
| Vereinigte Staaten (Billboard) | 52          |
| Vereinigtes Königreich (OCC)   | 18          |

### Auszeichnungen für Musikverkäufe
| Land/Region                  | Auszeichnungen für Musikverkäufe (Land/Region, Auszeichnung, Verkäufe) | Verkäufe  |
| ---------------------------- | ---------------------------------------------------------------------- | --------- |
| Australien (ARIA)            | Platin                                                                 | 70.000    |
| Deutschland (BVMI)           | Platin                                                                 | 500.000   |
| Neuseeland (RMNZ)            | Gold                                                                   | 5.000     |
| Vereinigte Staaten (RIAA)    | Gold                                                                   | 700.000   |
| Vereinigtes Königreich (BPI) | Platin                                                                 | 600.000   |
| Insgesamt                    | 2× Gold · 3× Platin ·                                                  | 1.875.000 |

## Weitere Coverversionen
- 1996: Die Schlümpfe (Wir laufen Ski)
- 2015: Paul Pizzera (The Pick-up Song Musical)
- 2021: Team 5ünf (Wo gehst du hin?)